# Funzione di von Mangoldt
La funzione di von Mangoldt è una funzione aritmetica che ha preso il nome dal matematico tedesco Hans von Mangoldt (1854-1925). La funzione di von Mangoldt, indicata convenzionalmente come Λ(n), è così definita: 
{\displaystyle \Lambda (n):={\begin{cases}\ln p&{\mbox{se }}n=p^{k}{\mbox{ per qualche primo }}p{\mbox{ e intero }}k\geq 1\\0&{\mbox{altrimenti.}}\end{cases}}}
Essa costituisce un esempio di una funzione aritmetica importante che non è né moltiplicativa né additiva. La funzione di von Mangoldt soddisfa la seguente identità
{\displaystyle \ln n=\sum _{d\,\mid \,n}\Lambda (d),}
cioè la somma è estesa a tutti gli interi d che dividono n.
Essa consente di definire la funzione di Chebyshev ψ(x) come:
{\displaystyle \psi (x):=\sum _{n\leq x}\Lambda (n)} .
von Mangoldt diede la dimostrazione di una formula esplicita per ψ(x) costituita da una somma su tutti gli zeri non banali della funzione zeta di Riemann. Questo risultato fu particolarmente importante perché venne utilizzato nella prima dimostrazione del teorema dei numeri primi.
La funzione zeta di Riemann può essere espressa in termini della funzione di von Mangoldt come segue (vedi il lavoro citato di Allan Gut):
{\displaystyle \zeta (\sigma +it)=\exp \left\{\sum _{n=2}^{\infty }{\frac {\Lambda (n)}{\log(n)}}\,n^{-(\sigma +it)}\right\}}
per {\displaystyle \sigma >1}.